# When I Become Me
When I Become Me är Anders Johanssons andra musikalbum. Det gavs ut i början av hösten 2004 men blev inte en lika stor framgång som hans första skiva, If It's All I Ever Do.

## Låtlista
(* indikerar att låten även släpptes som singel)
1. When I Become Me *
2. Stay With Me
3. It’s Not Just Me
4. Wondering Why
5. Meant To Fly
6. Is He The One *
7. Down The Line
8. Hold Me For A Moment
9. Say You Will
10. I'm Outta Love Again
11. Missing You Crazy (80’s Revival)
12. 'Wouldn’t Be Worth Living
13. I Melt
14. Snow In June
15. Shine On